# Enseignement du français
Pour des articles plus généraux, voir Enseignement des langues et Français.
L'enseignement du français fait référence à :
- l'enseignement de la langue française (comme langue maternelle, langue étrangère ou langue seconde) ;
- l'enseignement de la civilisation française (où la culture de la France peut être associée ou comparée à celle des pays francophones) pour des apprenants dont le français est une langue étrangère ou seconde, et auquel peut être adjoint l'enseignement de la littérature française et francophone et du cinéma français.

Pour l'enseignement de la littérature française et francophone dans les pays dont le français est la (ou une) langue officielle, ou à destination d'apprenants dont le français est la langue maternelle, voir Enseignement de la littérature.
Différents manuels peuvent être utilisés comme supports d'enseignement.

## Histoire
En 2010, le ministère français des Affaires étrangères évalue à 85 millions le nombre de jeunes et d'adultes, dans les pays du monde non membres de l'Organisation internationale de la francophonie, qui apprennent le français au cours de leurs études et formations, en particulier dans les établissements de l'Alliance française et de l'Institut français et les écoles et lycées français répartis sur les cinq continents (AEFE).

## Par statut de la langue du point de vue de l'apprenant

### Langue maternelle
Le français langue maternelle (FLM) est le français enseigné — surtout à l'école — en tant que langue maternelle. Distinct de l'acquisition du langage dans la toute petite enfance, il concerne notamment les cours de grammaire française dans l'enseignement primaire et secondaire des pays intégralement francophones (par exemple, en France : à l'école élémentaire, au collège et dans les premières classes du lycée). Il est également séparé du français langue seconde dans les pays dont le français n'est que la langue officielle ou de travail.

### Langue étrangère
Le français est enseigné comme langue étrangère partout dans le monde. Les principaux réseaux qui diffusent la langue française sont celui des Alliances françaises et celui des Instituts français. Différents manuels sont utilisés comme supports de l'enseignement.

### Langue seconde
Le français langue seconde (FLS ou FL2) est un concept susceptible de connaître plusieurs définitions. Il est apparu pour décrire l'ensemble des situations d'appropriation du français où les concepts de français langue maternelle (FLM) et de français langue étrangère (FLE) se sont révélés insuffisants.
Dans leur Cours de didactique du français langue étrangère et seconde (p. 94-97), Jean-Pierre Cuq et Isabelle Gruca distinguent deux types de définitions du FLS :
- « Le premier type est directement issu de la sociolinguistique anglo-saxonne. » Pierre Martinez, qui le défend, le résume parfaitement : « Il est clair qu'on gagne beaucoup à appeler langue seconde tout système acquis chronologiquement après la langue première ».
- La seconde acception est plus stricte. En sciences du langage en France, le français langue seconde est une langue de nature étrangère qui se distingue des autres langues étrangères par ses valeurs statutaires, en raison de la situation sociolinguistique, comme le français en Afrique dite francophone.